# Makefu
Makefu és un dels catorze municipis de Niue. La seva població en el cens de 2022 era de 73 habitants, d'uns 64 que hi havia en el de 2017. Amb una superfície d'1,48 km², Es troba en la costa occidental de l'illa.
El poble va ser fundat per pobladors de Tuapa. En el seu cementiri hi reposen les restes del missioner Nukai Peniamina.

## Turisme

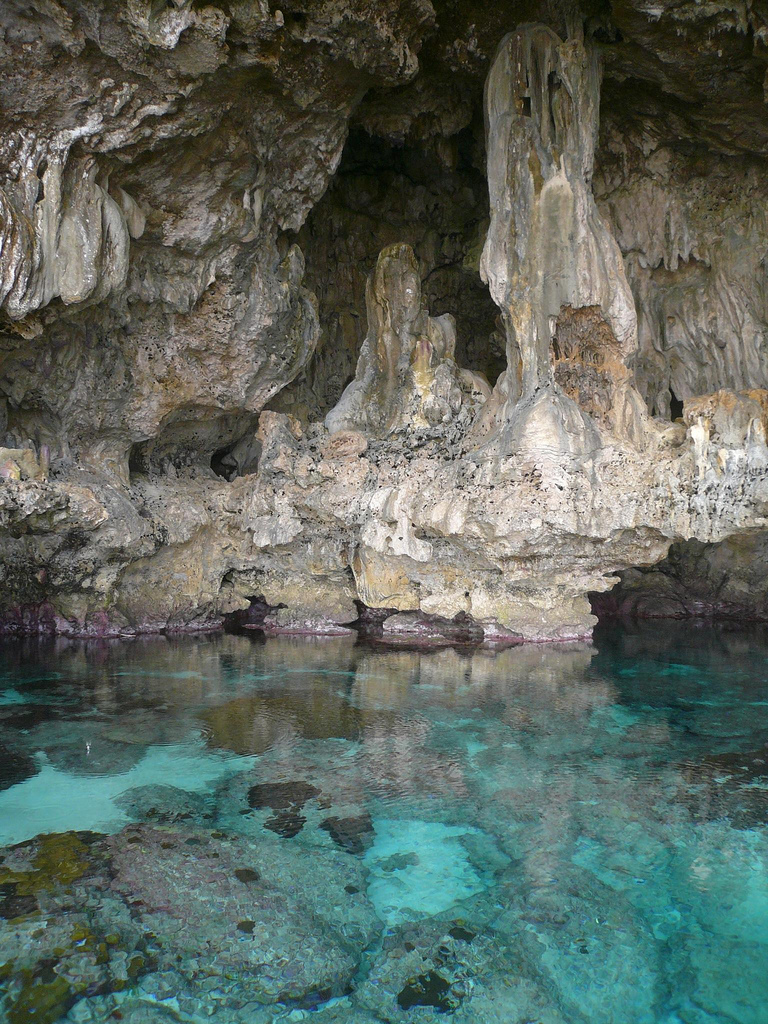
Cova d'Avaiki

A la costa de Makefu, prop del límit amb Tuapa, s'hi troba la cova d'Avaiki. Aquest sector de costa és conegut per la pràctica de submarinisme ja que s'ho poden observar en particular taurons i tortugues.